# Restytuta (męczennica z Bizerty)
Restytuta z Tenizy, również Restytuta z Afryki (zm. 304 w Tenizie) – 
dziewica i męczennica chrześcijańska z dzis. Bizerty, święta Kościoła katolickiego.
Przypuszczalnie należała do grupy męczenników z Abiteny, wspominanych w dies natalis - 12 lutego. Według późnego Passio, spisanego w X wieku przez anonimowego autora, miała pochodzić z Kartaginy i zginąć skazana na śmierć przez spalenie na łodzi. Zgodnie z tym pełnym zapożyczeń z łac. tekstem Wiktora z Wity Historia persecutionis Wandalicae, Restytuta uniknęła spalenia; śmierć dosięgła jej katów, zaś ona sama pochowana została na wyspie Ischia dokąd dobiła łódź.

## Relikwie

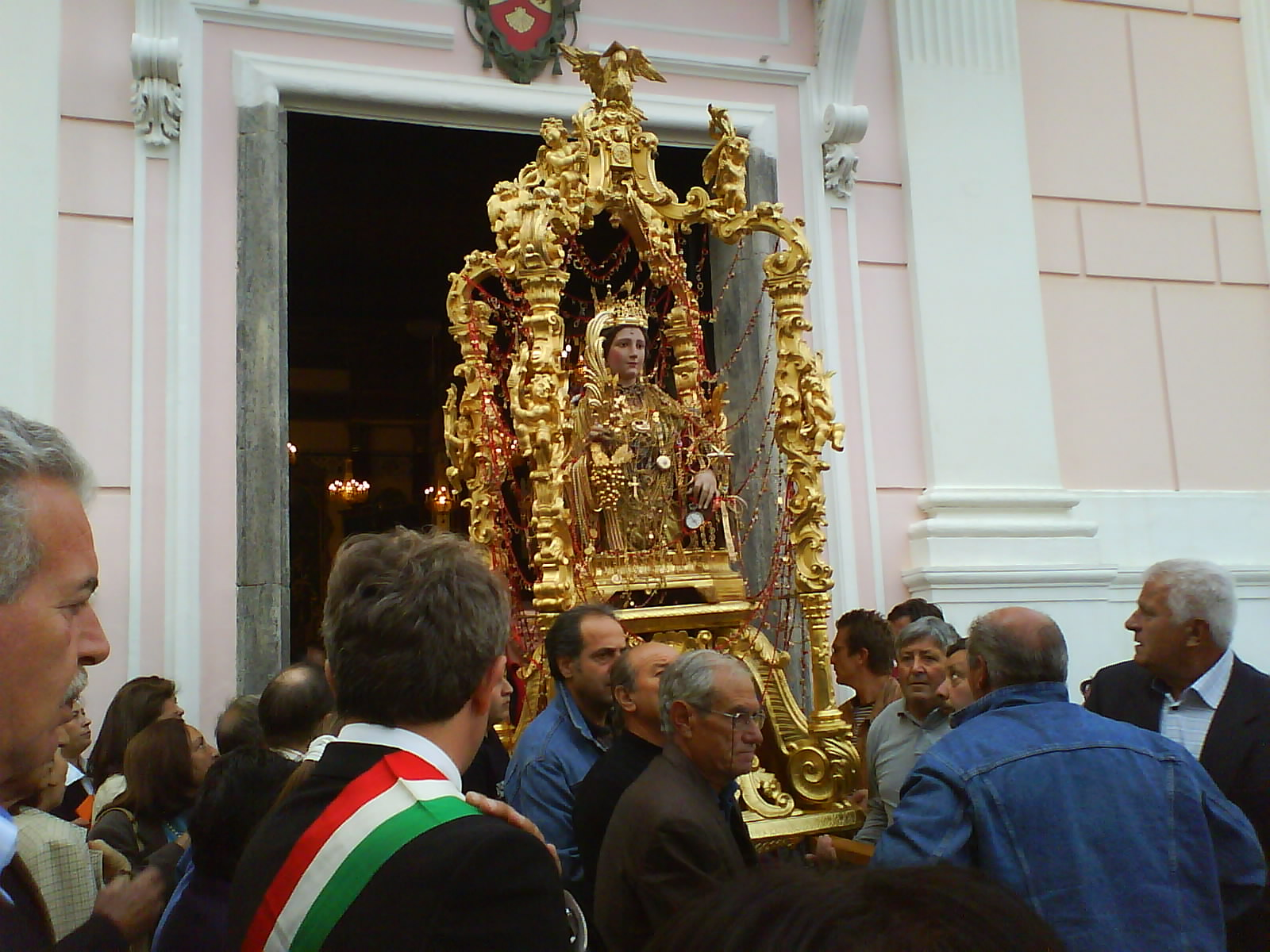
Procesja z figurką św. Restytuty w Lacco Ameno (17 maja 2007).

Prawdopodobnie w czasie prześladowania wandalskiego za Genzeryka (439) relikwie Restytuty trafiły do Italii, skąd rozprzestrzenił się jej kult wśród wiernych. Świadczyły o nim w średniowieczu neapolskie kalendarze i teksty liturgiczne.

## Patronat
Jest patronką miasta Lacco Ameno, położonego na Ischia i Oricoli w Abruzji. W Laco Ameno znajduje się muzeum archeologiczne jej imienia, (wł.) Museo archeologico e scavi di Santa Restituta, a w Neapolu  bazylika ku czci świętej, (wł.) Basilica di Santa Restituta.

## Dzień obchodów
Jej wspomnienie liturgiczne obchodzone jest 17 maja, jak również w grupie męczenników 12 lutego. W Benewencie, w Kapui i na Sardynii, gdzie czczona jest indywidualnie wspominana była 27 maja.